# Quin
Quin (irl. Cuinche) – wieś w południowo-wschodniej części hrabstwa Clare w Irlandii.
Nazwa miejscowości, zgodnie z lokalnym folklorem, wywodzi się od drzew truskawkowych (łac. Arbutus unedo) lub pigw (ang. quince) rosnących dawniej w tej okolicy. Innym wyjaśnieniem jest pięć dróg wychodzących z wioski. W źródłach historycznych pojawiają się również nazwy Quint i Quinchy. Przez wieś przepływa rzeka Rine.

## Zabytki

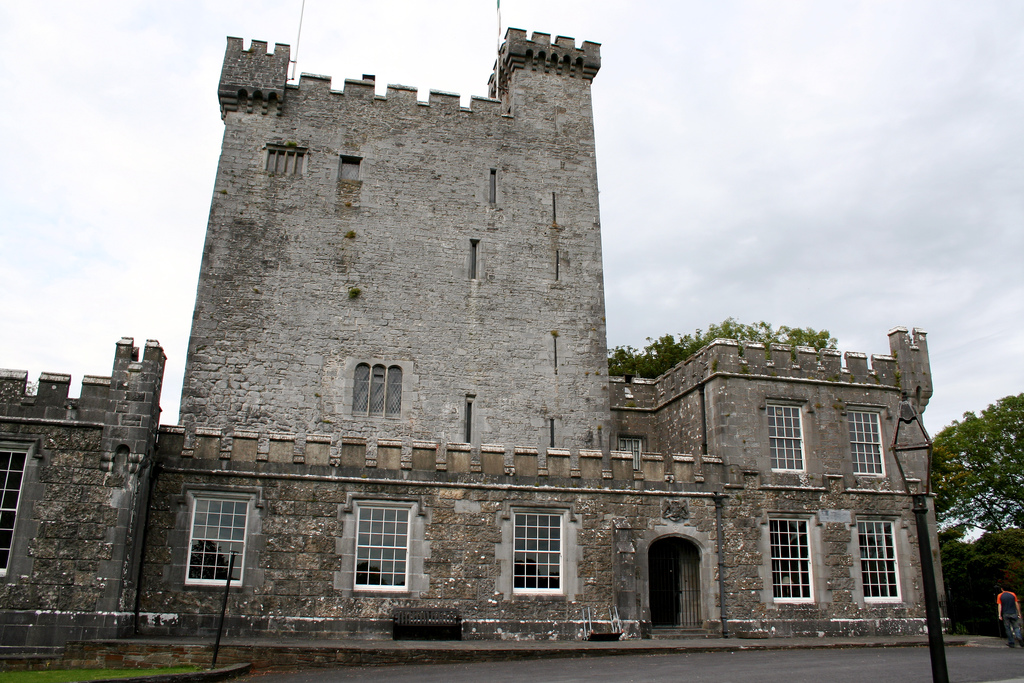
Zamek w Knappogue

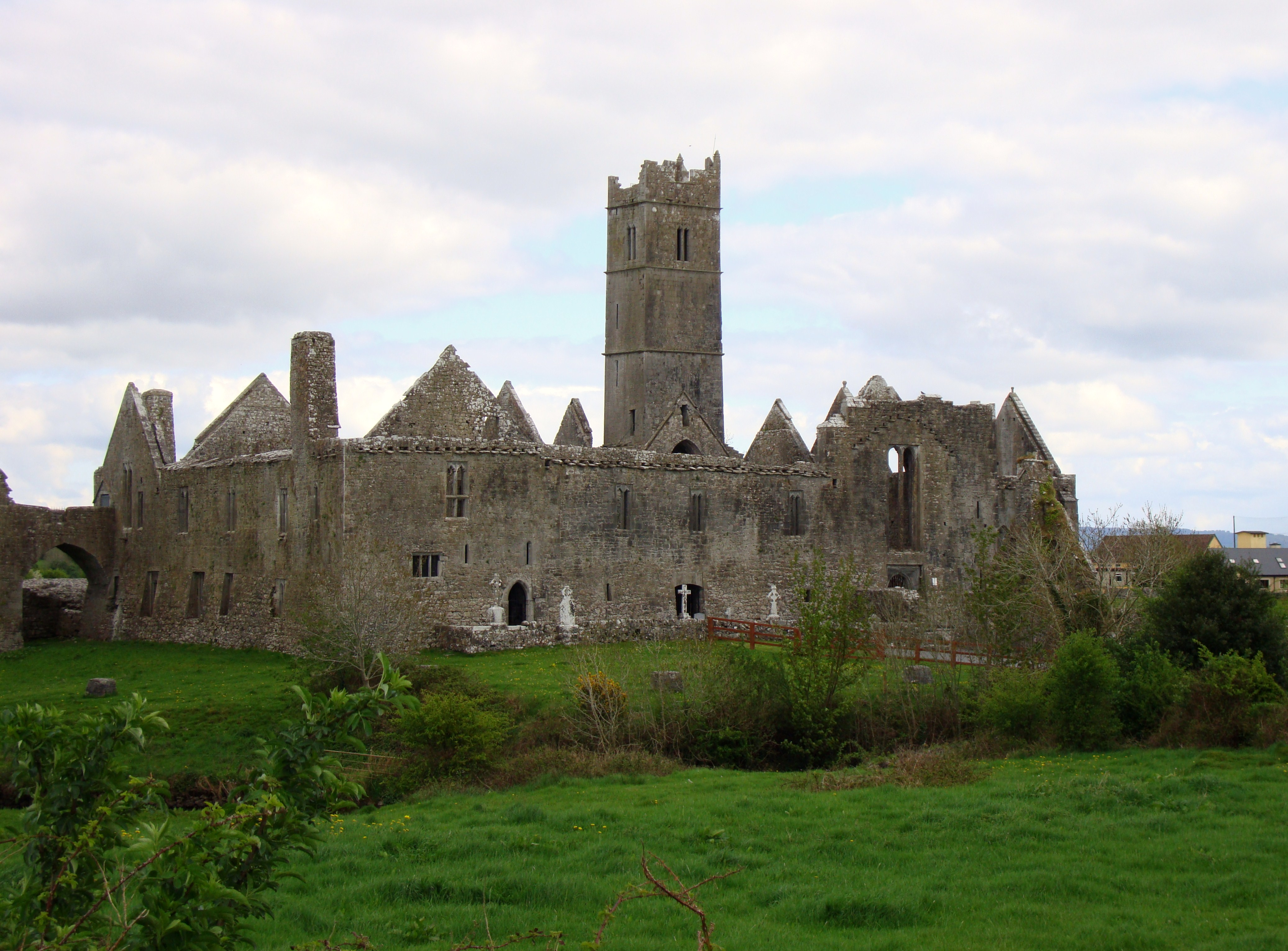
Ruiny klasztoru w Quin

- Craggaunowen – próba odbudowy i rekonstrukcji średniowiecznych budowli, ukazujących różne sposoby zamieszkiwania na terenie ówczesnej Irlandii. Na terenie projektu[3] znajdują się:
  - XVI-wieczny zamek (wieża mieszkalna) zbudowany przez Johna Siodę McNamarę w roku 1550;
  - Crannóg – „sztuczna wyspa” budowana na jeziorze na drewnianych palach, osada charakterystyczna dla Irlandii między V a XII wiekiem;
  - fort ziemny (ang. ringfort).
- Kościół św. Finghina (St. Finghin’s Church) – ruiny kościoła z końca XIII wieku[4].
- Zamek w Quin (Quin Castle) – masywny normański zamek z okrągłymi wieżami w narożach, zbudowany w 1280 roku przez Richarda de Clare dla rodu MacNamara. Już 6 lat później zamek spalony w czasie odwetowego ataku. Pozostałości murów i fundamenty posłużyły do budowy późniejszego klasztoru.
- Klasztor (Quin Abbey) – ufundowany w roku 1350 i rozbudowywany przez kolejne 80 lat przez ród MacNamarów. W roku 1433 oddany franciszkanom. Zakon został oficjalnie zlikwidowany w roku 1541 a 6 lat później budynki oddane w ręce rodziny O’Brienów. Zakonnicy wrócili do klasztoru na początku XVII wieku i z kilkoma przerwami przebywali tutaj do 1820 roku, kiedy umarł ostatni z braci zakonnych John Hogan of Drim. W roku 1880 klasztor został uznany narodowym zabytkiem.
- Kaplica (The Lady Chapel) – zbudowana w roku 1430 przez Mahona MacNamarę; późniejsze miejsce pochówku Johna „Fireball” MacNamary (ok. 1750–1836).
- Wieża (The Tower) – część założenia klasztornego z początku XV wieku, z charakterystcznymi krużgankami oraz średniowieczną umywalnią (łac. lavabo) i toaletą połączoną z dormitorium osobnym przejściem łączącym obie struktury.
- Zamek Dangan Breac (Dangan Breac Castle) – zamek (wieża mieszkalna) z poł. XIV wieku położona ok. 5 km na północny wschód od wsi.
- Zamek w Knappogue (Knappogue Castle) – położony około 3 km na południowy wschód średniowieczny zamek zbudowany w roku 1467 przez Seana Mac Cona. Odrestaurowany zamek jest turystyczną atrakcją, gdzie odbywają się tzw. „średniowieczne uczty”.
- Ballykilty Manor – dom Johna MacNamary z roku 1614, ale obecny kształt budynku używanego jako hotel to głównie XVIII i XIX-wieczna przebudowa.
- Ardsolus – kamienna budowla nad rzeką; punkt celny (ang. toll bridge) w połowie drogi między Galway a Limerick.
- Dangan Breac (irl. Daingean Ui Bhigin) – wieża mieszkalna znajdująca się w północno-wschodniej części klasztoru.